# Snap Out of It
Snap Out of It is een promotiesingle van de Britse band Arctic Monkeys uit 2014. Het is de zesde single van hun vijfde studioalbum AM.
Het nummer flopte in het Verenigd Koninkrijk met een 82e positie. In Vlaanderen werd het nummer wel een bescheiden succesje, met een 2e positie in de Tipparade.

## NPO Radio 2 Top 2000
| Nummer met noteringen in de NPO Radio 2 Top 2000 | '22  | '23  | '24  |
| ------------------------------------------------ | ---- | ---- | ---- |
| Snap Out of It                                   | 1579 | 1610 | 1903 |

1. ↑  Een vetgedrukt getal geeft de hoogste notering aan.
2. ↑  2022 was het eerste jaar met een notering voor dit nummer.